# Погибко Микола Іванович
Микола Іванович Погибко (29 листопада (11 грудня) 1901, Ростов-на-Дону, Російська імперія⁣ — ⁣23 лютого 1976 або 23 лютого 1982, Харків, Українська РСР, СРСР) — радянський український учений-медик, спеціаліст в галузі судової медицини та психіатрії. Лікар медичних наук (1962), професор (1962). З другої половини 1930-х і до 1960 року працював в Українському психоневрологічному інституті. У той же період викладав у Харківському юридичному інституті. Декан терапевтичного факультету та завідувач кафедри загальної судової психіатрії Українського інституту удосконалення лікарів з 1960 по 1973 рік. Учень академіка А. І. Ющенко.

## Біографія
Народився 20 листопада (3 грудня) 1901 року в Ростові-на-Дону. Його батьки були службовцями. Середню освіту здобув у гімназії та школі, вищу – на медичному факультеті Північно-Кавказького державного університету. Закінчив вищий навчальний заклад у 1927 році, отримавши спеціальність «лікар». Після випуску залишився при університетській психоневрологічній клініці, де протягом трьох років навчався в ординатурі у Олександра Івановича Ющенка. Навчаючись в ординатурі, зайнявся наукою, вже в 1928 мав публікацію.
У 1930 році розпочав роботу в Українській психоневрологічній академії у Харкові. Займався як науковою, і адміністративною діяльністю. Спочатку обіймав посаду ординатора, потім помічника і старшого помічника. Водночас був заступником директора клінічного інституту при Академії. У 1940 році захистив дисертацію на здобуття наукового ступеня кандидата медичних наук на тему «Про індуковані психози», також опублікував монографію з цієї теми. З 1936 року очолював відділ психоневрологічної експертизи (судової, військової та трудової) Української психоневрологічної академії. Під час Другої світової війни керував відділенням у спеціалізованому евакуаційному шпиталі.
Ще до кінця війни відновив роботу в Українському психоневрологічному інституті (до 1937 року – академія), де обійняв посаду завідувача судово-психіатричного відділу. Одночасно очолював наукову працю цього підрозділу інституту. Одночасно з науково-адміністративною роботою в Українському психоневрологічному інституті протягом п'ятнадцяти років, починаючи з 1945 року, викладав судову психіатрію як доцент у Харківському юридичному інституті. Водночас займався громадською та практичною роботою: був головним судово-психіатричним експертом Міністерства охорони здоров'я Української РСР (1963—1973), заступником голови Харківського обласного наукового медичного товариства судових медиків та криміналістів, депутатом однієї з районних рад.
Деякий час очолював терапевтичний факультет Українського інституту удосконалення лікарів. У 1960 році створив кафедру загальної та судової психіатрії в Українському державному інституті удосконалення лікарів та став першим завідувачем кафедри. У 1961 році захистив дисертацію на здобуття наукового ступеня доктора медичних наук на тему «Матеріали до судово-психіатричної експертизи реактивних психозів із затяжною течією», наступного року йому було присвоєно ступінь та вчене звання професора. Основними науковими інтересами Гнучка були дослідження проблем судово-психіатричної експертизи реактивних психозів. Очолюючи кафедру, Погибко сформував її колектив, до якого увійшли представники кількох психіатричних наукових шкіл. Продовжував очолювати кафедру до 1973 року, потім працював на посаді консультанта кафедри до 1976 року.
За даними доцента Бориса Кувшинова, Микола Іванович Погибко помер 23 лютого 1976 року в Харкові. Проте згідно з кандидатами медичних наук Рашиду Брагіну та Юрієм Чайкою, а також Енциклопедією сучасної України, Погибко помер 23 лютого 1982 року. Відомо, що Погибко був відзначений одним орденом та двома медалями.

## Оцінки
Колеги Погибко, кандидати медичних наук Рашид Брагін і Юрій Чайка, характеризуючи його як лектора, зазначали, що він «тяжів до академічного стилю „старої професури“: не порушував регламент, не диктував і звертав увагу слухачів тільки на суттєву чи виняткову сприйнятливість судово-психіатричної практики. Під час клінічних розборів він атмосферу легкості спілкування і тому кожен учасник свою думку. Всі мали право на свій погляд та повинні були її відстоювати. І лікар, і аспірант, і професор на той час становилися рівними колегами. Його резюме було у вищій ступені тактичним, але думка — твердою та кінцевою.
Також Р. Б. Брагін та Ю. С. Чайка зазначали, що Погибко «одночасно здавався простим та складним». Описуючи його зовнішність, вони згадували, що він був «коренастою людиною з відкритим обличчям, завжди готовим засміятися або пожартувати», мав своєрідну манеру ходьби («професора легко можна було розпізнати здалеку по неквапливій ході, трохи опущеному хворобою плечем і незмінним) впевненістю».
Погибко брав участь в експертній психіатричній комісії, яка обстежила українську правозахисницю Ганну Михайленко. Згідно з її спогадами, під тиском КДБ комісія була змушена поставити Михайленко діагноз «шизофренія». При цьому вона зазначала, що Погибко відмовився підписувати цей діагноз.

## Вибрані публікації
Згідно з Юридичною енциклопедією та Енциклопедією сучасної України, найбільш важливими науковими роботами Погибко були:
- Опыт работы отдела судебно-психиатрической экспертизы научно-исследовательского психоневрологического института // Тр. Укр. н.-и. психоневрол. ин-та. Х., 1958. Т. 28.
- О некоторых показателях ферментативной активности крови у больных с реактивными психозами // Пробл. судеб. психиатрии. Москва, 1961. Вып. 9.
- Анализ двух заболеваний эпилепсией и некоторые соображения эксперта по этому поводу // Пробл. психиатрии. Ленинград, 1964.
- Алкоголизм и преступность (1964)
- Психологические реакции типа индуцированных психозов и их судебно-психиатрическая экспертиза (1965)
- Алкоголизм и алкогольные психозы (1973)